# B-DAZE Festival
|  | Sammenskrivningsforslag Artiklen B-DAZE Festival er foreslået føjet ind i Christiania. (Siden juli 2014) Diskutér forslaget |

B-daze festivalen 2011 blev holdt på fristaden Christianias 40-års fødselsdag efter sigende blev den planlagt på kun 22 dage, og programmet indeholdt lidt over 200 artister på en enkelt scene. 
Folket bag var cre8ars , som i dag hedder cre8ars fonden. 
b-daze blev omtalt ved ibyen.dk, på diverse netportaler, og fik god kritik rundt om i København. Der blev bl.a. udtalt at b-daze havde "det svedigste line-up set på dansk hiphop scene"
B-daze festivalen gentages igen i år 2012 men kortene er blevet holdt tæt på hånden indtil videre